# Gazalbide
Gazalbide est un village annexe à la ville de Vitoria-Gasteiz en Pays basque dans la province d'Alava (Espagne). Il se trouve au nord-ouest de la ville. Il se limite au nord avec le quartier d'Arriaga-Lakua, à l'est avec le Pilar et au sud avec Txagorritxu. C'est un petit quartier qui comptait 3 202 habitants en 2001.

## Histoire
Le polygone de Gazalbide a été construit entre les années 1974 et 1976, en étant la première promotion du patrimoine municipal du sol. Il a été construit par une promoteur municipal en collaboration avec les caisses d'épargne alavaises. Le quartier est formé par des tours d'appartements et a un caractère exclusivement résidentiel avec de nombreux espaces verts.

## Rues de Gazalbide
- San Viator
- Conte Don Vela
- Juana Jugan
- Argentine
- Colombie
- José Achotegui
- Équateur
- Honduras

## Équipements dans le quartier
On trouve dans ce quartier :
- Conservatoire Municipal Jesús Guridi
- Collège public d'Éducation Infantile et Primaire Luis Dorao
- Maison de retraite 'Hermanitas de los Pobres'.
- Institut Concertado San Viator

## Transports
| ligne | Nom            | Destination Aller             | Destination Retour            | Arrêts à Gazalbide |  |
| ----- | -------------- | ----------------------------- | ----------------------------- | ------------------ |  |
|       | Périphérique 1 | Circulaire. Sens anti-horaire | Circulaire. Sens anti-horaire |                    |  |
|       | Périphérique 2 | Circulaire. Sens horaire      | Circulaire. Sens horaire      |                    |  |

Le tramway entoure le quartier, avec l'arrêt de Honduras, située entre ce quartier et Pilar approchant au Centre, Abetxuko et Lakua.